# Muslapur, Gangawati
Muslapur là một làng thuộc tehsil Gangawati, huyện Koppal, bang Karnataka, Ấn Độ.